# 권노갑
권노갑(權魯甲, 1930년 2월 18일~)은 대한민국의 정치인이다. 본관은 안동이다. 제13·14·15대 국회의원을 지냈다.
권노갑은 1930년 2월 18일, 경상북도 안동에서 출생하였으며 전라남도 신안에서 어린 시절을 보냈다. 목포 개항 이후 1932년 2월 28일을 기하여(3세 시절) 일가족과 함께 목포로 이사하여 이후 목포에서 성장하였다. 1953년에 동국대 경제학과를 나왔다.
해방 직후부터 학교 선배 김대중을 돕기 시작하여 김대중이 정치에 입문하자 자연스럽게 그의 참모 역할을 하면서 정계에 발을 들여놓게 되었다. 이후 김대중의 조직과 자금책을 하면서 정계에 깊게 발을 들여놓게 되었고 김대중 내란 음모 사건 때에도 함께 보안사에 체포되어 고초를 겪었다. 이후 김대중이 형 집행정지로 풀려나 미국으로 망명하면서 김대중을 대신해 민주화추진협의회 상임운영위원을 맡으면서 동교동계의 주역을 하게 되었다.
1988년에 제13대 총선에서 평화민주당 공천을 받아 목포시에서 당선되었고, 이후 3선에 성공하면서 대표적 중진으로 발돋움하였다.
2002년에 진승현 게이트에서 국가정보원 차장인 김은성을 통하여 불법자금을 받은 혐의로 구속되었으나 이듬해 항소심에서 무죄를 판결받고 석방되었다. 2016년에 더불어민주당을 탈당하였고, 그 해 국민의당에 입당하였다. 2020년에 더불어민주당에 복당을 신청하였으나 허용되지 않았다가, 2022년에 복당이 허용되어 더불어민주당 상임고문으로 재직 중이다.

## 학력
- 1948년 목포상업고등학교 졸업
- 1953년 동국대학교 경제학 학사
- 1986년 고려대학교 경영대학원 MBA
- 2011년 한국외국어대학교 대학원 영어영문학 석사
- 2014년 동국대학교 대학원 영어영문학 박사과정

### 명예 박사 학위
- 1998년 경기대학교 명예 경제학 박사
- 1999년 동국대학교 명예 정치학 박사
- 2000년 페얼레이 디킨슨 대학교 명예 경제학 박사
- 2001년 제주대학교 명예 경영학 박사

## 저서
- 《누군가에게 버팀목이 되는 삶이 아름답다》

## 가족
2남 3녀 중 차남이다.
- 배우자: 박현숙
- 자녀: 1남 1녀

## 역대 선거 결과
|  | 84.20% |

|  | 82.04% |

|  | 25.3% |

## 소속 정당
| 소속 정당 | 소속 정당      | 소속 기간 | 비고           |
| --------- | -------------- | --------- | -------------- |
|           | 민주당         | 1961      | 정계 입문      |
|           | 무소속         | 1961~1963 | 정당 해산      |
|           | 민주당         | 1963~1965 | 입당           |
|           | 민중당         | 1965~1967 | 합당           |
|           | 신민당         | 1967~1969 | 합당           |
|           | 무소속         | 1969      | 자진 정당 해산 |
|           | 신민당         | 1969~1980 | 정당 재등록    |
|           | 무소속         | 1980~1985 | 정당 해산      |
|           | 신한민주당     | 1985~1987 | 창당           |
|           | 무소속         | 1987      | 탈당           |
|           | 통일민주당     | 1987      | 창당           |
|           | 무소속         | 1987      | 탈당           |
|           | 평화민주당     | 1987~1991 | 창당           |
|           | 신민주연합당   | 1991      | 당명 변경      |
|           | 민주당         | 1991~1995 | 합당           |
|           | 무소속         | 1995      | 탈당           |
|           | 새정치국민회의 | 1995~2000 | 창당           |
|           | 새천년민주당   | 2000~2005 | 합당 정계 은퇴 |
|           | 민주당         | 2005~2007 | 당명 변경      |
|           | 중도통합민주당 | 2007      | 합당           |
|           | 민주당         | 2007~2008 | 당명 변경      |
|           | 통합민주당     | 2008      | 합당           |
|           | 민주당         | 2008~2011 | 당명 변경      |
|           | 민주통합당     | 2011~2013 | 합당           |
|           | 민주당         | 2013~2014 | 당명 변경      |
|           | 새정치민주연합 | 2014~2015 | 합당           |
|           | 더불어민주당   | 2015~2016 | 당명 변경      |
|           | 무소속         | 2016      | 탈당           |
|           | 국민의당       | 2016~2018 | 창당           |
|           | 무소속         | 2018      | 탈당           |
|           | 민주평화당     | 2018~2019 | 창당           |
|           | 무소속         | 2019~2020 | 탈당           |
|           | 대안신당       | 2020      | 창당           |
|           | 민생당         | 2020      | 합당           |
|           | 무소속         | 2020~2022 | 탈당           |
|           | 더불어민주당   | 2022~현재 | 복당           |

## 같이 보기
- 목포시 (1988년 선거구)
- 목포시의 국회의원
- 대한민국 제15대 국회의원 선거 새정치국민회의 후보 목록#전국구